# Eupleurogrammus muticus
Eupleurogrammus muticus is een straalvinnige vissensoort uit de familie van haarstaarten (Trichiuridae). De wetenschappelijke naam van de soort is voor het eerst geldig gepubliceerd in 1831 door Gray.